# Route nationale 7 (Sénégal)
Pour les articles homonymes, voir N7 et Route nationale 7.

La route nationale 7, (N7) est une route nationale du Sénégal. 
La N7 s'étend d'Ouro Sogui au nord-est jusqu'à Kédougou au sud-est.

## Description
Le route part d'Ogo, à sept kilomètres au sud de la ville d'Ourossogui, qui est un important nœud de transport dans l'est du Sénégal. 
Après un parcours de 457 kilomètres de long, après avoir traversé Kédougou puis Saraya la N7 se termine à la Frontière entre le Mali et le Sénégal.
La route N7 est une liaison nord-sud à travers l'est peu peuplé du pays. 
Elle traverse les régions de Matam, Tambacounda et de Kédougou.
Toutefois, la partie Tambacounda-Ourossogui dans la région de Matam) n'est pas pavée et est un chemin très dégradé.
Au sud de Tambacounda, la N7 traverse le parc national du Niokolo-Koba.
À partir de Tambacounda, la N7 fait partie de la branche sud du projet d'autoroute transafricaine Dakar-N'Djamena.

## Parcours
- Ourossogui
- Tambacounda
- Croisement du chemin de fer de Dakar au Niger
- Aérodrome de Tambacounda
- Parc national du Niokolo-Koba
- Niokolo Koba
- Aérodrome de Kédougou
- Traversée de la Falémé,
- Frontière entre le Mali et le Sénégal